# دونالد ماكلويد
دونالد ماكلويد هو سياسي كندي، ولد في 28 أكتوبر 1878، وتوفي في 15 أبريل 1957. نشط حزبياً في إتحاد مزارعي ألبرتا ‏. وقد انتخب عضو الجمعية التشريعية في ألبرتا ‏.